# Талышханов, Мир Асад-бек
Мир Асад-бек Талышханов (азерб. Mir Əsəd bəy Talışxanov; 16 ноября 1857, Темир-Хан-Шура, Тарковское шамхальство, Российская империя — 28 марта 1921, Архангельск) — российский военачальник, генерал-майор, являвшийся выходцем из семьи Талышских ханов, которые были сефевидского происхождения.

## Биография
Мир Асад-хан (бек) Талышханов был сыном Мир Али-хана и правнуком Мир Мустафа хана Талышинского правителя Талышского ханства. Также Мир Асад-бек Талышханов являлся родным братом генерал-майора Мир Кязим-бек Талышханова. Общее образование получил в Бакинской реальной гимназии. 1 сентября 1876 года поступил во 2-е военное Константиновское училище. По окончании училища по 1-му разряду произведён в прапорщики с назначением в 8-ю артиллерийскую бригаду. 13 октября 1878 года переведен в 21-ю артиллерийскую бригаду. В период с 1880 по 1881 годы участвовал в походе против туркмен-текинцев (Ахал-текинская экспедиция), в том числе, в осаде и взятии 12 января 1881 года крепости Геок-Тепе. За военные отличия в Ахал-Текинской экспедиции награждён орденами Св. Станислава 3-й степени и Св. Анны 3-й степени с мечами и бантом, а также серебряной медалью «За взятие штурмом Геок-Тепе».
29 ноября 1882 года произведен в поручики. С 8 февраля 1883 года утверждён в должности бригадного казначея. 22 декабря 1884 года прикомандирован к Кавказскому окружному артиллерийскому управлению. 5 декабря 1885 года назначен помощником старшего адъютанта Кавказского окружного артиллерийского управления с зачислением по полевой пешей артиллерии. В 1888 году произведён в штабс-капитаны. 14 марта 1890 года прикомандирован к Тифлисской артиллерийской мастерской заведующим слесарным отделением. В 1891 году утверждён в должности помощника старшего адъютанта Кавказского окружного артиллерийского управления. С 1896 года в звании капитана утверждён в должности начальника и старшего адъютанта 1-го инспекторского строевого и учебного отделения Кавказского окружного артиллерийского управления.
Согласно «Сборнику материалов для описания местностей и племен Кавказа» (Тифлис, 1894), Мир Асад-бек помог лингвисту и этнографу Лопатинскому Л. Г. в проверке собранных им на талышском языке «Талышинских текстов». В "Сборнике " Мир Асад-бек был указан как «талышинец».
27 июля 1899 года произведён в подполковники. 1 марта 1900 года зачислен в переменный состав и 27 августа того же года «успешно» окончил курс в Офицерской артиллерийской школе. 27 февраля 1902 года назначен командиром 3-й батареи 20-й артиллерийской бригады. Затем с 13 сентября 1902 года командир 6-й батареи 1-й Восточно-Сибирской артиллерийской бригады. 14 ноября 1902 года назначен командиром 1-й батареи 21-й артиллерийской бригады, расположенной в г. Темир-Хан-Шуре Дагестанской области. В 1903, 1905, 1907, 1908 и 1910 годах временно командовал 1-м дивизионом бригады. В 1903 и 1904 годах состоял запасным членом временного военного суда в г. Темир-Хан-Шуре, в 1906 — в урочище Дышлагар. В 1904—1906 утверждался председателем суда общества офицеров. На 1907 и 1909 годы был утверждён членом комиссии по заведованию офицерским заемным капиталом.

На 1908 год был утверждён членом суда общества офицеров. В 1907 и 1908 годах временно командовал 21-й артиллерийской бригадой. 3 декабря 1909 года получил право на ношение креста в память 50-летия покорения восточного Кавказа. С 9 июня 1910 года — полковник, с назначением командующим 2-м дивизионом 20-й артиллерийской бригады. 19 августа 1910 года — назначен командиром 1-го дивизиона 52-й артиллерийской бригады. В 1910 году временно командовал 52-й артиллерийской бригадой. 25 июля 1915 года назначен командиром 52-й артиллерийской бригады. 23 ноября 1915 года произведён в генерал-майоры (старшинство с 22 апреля 1915 года). 16 августа 1916 года удостоен Георгиевского оружия за то, что
состоя командиром 1-го дивизиона той же бригады, в бою 6 ноября 1914 г. на позиции у деревни Котовице-Миров, находясь на передовом наблюдательном пункте в сфере действительного ружейного огня в положении исключительной опасности, корректировал огонь и искусно управлял огнем батарей своего дивизиона и тем дал возможность отбросить превосходные силы противника, занять нашей пехоте наиболее важное расположение и окончательно устроиться на позиции.
.
Известно, что генерал Мир Асад-бек Талышханов был руководителем военного ведомства во Временном Терско-Дагестанском правительстве, которое было создано в декабре 1917 года.
Был арестован и содержался в Архангельском и Пертоминском Северных лагерях особого назначения (СЛОН). В числе группы генералов расстрелян под Архангельском 28 марта 1921 года.
Мир Асад-бек Талышханов был женат на своей двоюродной сестре Фарханде бейим-ханым, дочери его дяди со стороны матери генерал-майора Мир Ибрагим-хана Талышинского. Детей у них не было.